# Severgal
Severgal est une coentreprise sidérurgique russe détenue majoritairement par Severstal (75 %) et Arcelor (25 %) et qui se spécialise dans la production de tôles d'acier galvanisées, Severgal a produit 274,122 tonnes de tôles d'acier galvanisées en 2006, alors que sa capacité de production annuelle atteint 400,000 tonnes.
Le milliardaire russe Alexeï Mordachov est son PDG et M. Timofeïev est son président.
Le 28 mai 2007 Arcelor Mittal a décidé de vendre sa participation de 25 % dans Severgal.  